# Gurania makoyana
Gurania makoyana är en gurkväxtart som först beskrevs av Jean-Baptiste de Lamarck, och fick sitt nu gällande namn av Célestin Alfred Cogniaux. Gurania makoyana ingår i släktet Gurania och familjen gurkväxter. Inga underarter finns listade i Catalogue of Life.

## Bildgalleri

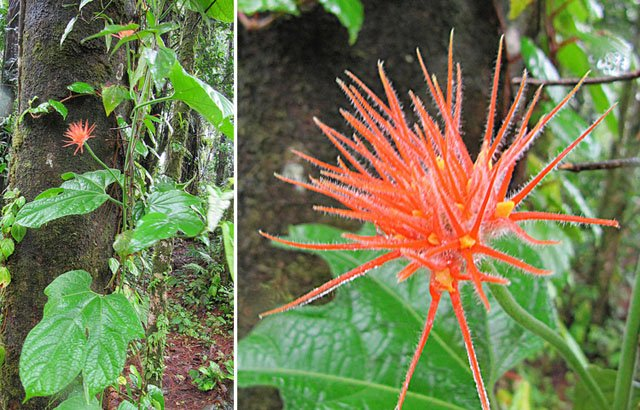